# Mecze reprezentacji Polski U-21 w piłce nożnej mężczyzn prowadzonej przez Marcina Dornę
Zestawienie spotkań reprezentacji Polski pod wodzą Marcina Dornę.

## Oficjalne międzynarodowe spotkania
| Nr | Przeciwnik      | Miejsce     | Data                 | Impreza              | Wynik (Polska – przeciwnik) | Przypisy      |
| -- | --------------- | ----------- | -------------------- | -------------------- | --------------------------- | ------------- |
| 1  | Litwa U-21      | Siedlce     | 23 marca 2013        | mecz towarzyski      | 3:0                         | [ 1 ] [ 2 ]   |
| 2  | Łotwa U-21      | Legionowo   | 26 marca 2013        | mecz towarzyski      | 4:1                         | [ 3 ] [ 4 ]   |
| 3  | Malta U-21      | Kraków      | 6 czerwca 2013       | elim. EURO U-21 2015 | 2:0                         | [ 5 ] [ 6 ]   |
| 4  | Norwegia U-21   | Fredrikstad | 10 czerwca 2013      | mecz towarzyski      | 2:4                         | [ 7 ] [ 8 ]   |
| 5  | Turcja U-21     | Warszawa    | 13 sierpnia 2013     | elim. EURO U-21 2015 | 3:1                         | [ 9 ] [ 10 ]  |
| 6  | Szwecja U-21    | Malmö       | 6 września 2013      | elim. EURO U-21 2015 | 1:3                         | [ 11 ] [ 12 ] |
| 7  | Portugalia U-21 | Melgaço     | 10 września 2013     | mecz towarzyski      | 1:6                         | [ 13 ] [ 14 ] |
| 8  | Szwecja U-21    | Kraków      | 12 października 2013 | elim. EURO U-21 2015 | 2:0                         | [ 15 ] [ 16 ] |
| 9  | Turcja U-21     | Antalya     | 15 października 2013 | elim. EURO U-21 2015 | 0:1                         | [ 17 ] [ 18 ] |
| 10 | Malta U-21      | Ta' Qali    | 15 listopada 2013    | elim. EURO U-21 2015 | 5:1                         | [ 19 ] [ 20 ] |
| 11 | Grecja U-21     | Kraków      | 19 listopada 2013    | elim. EURO U-21 2015 | 3:1                         | [ 21 ]        |
| 12 | Litwa U-21      | Białystok   | 5 marca 2014         | mecz towarzyski      | 5:0                         | [ 22 ]        |
| 13 | Bośnia U-21     | Kraków      | 4 czerwca 2014       | mecz towarzyski      | 1:0                         | [ 23 ]        |

## Bilans
|                 | zwycięstwa | remisy | porażki |
| ogółem          | 9          | 0      | 4       |
| dom             | 8          | 0      | 0       |
| wyjazd          | 1          | 0      | 4       |
| neutralny teren | 0          | 0      | 0       |

|                 | strzelone | stracone |
| ogółem          | 32        | 18       |
| dom             | 23        | 3        |
| wyjazd          | 9         | 15       |
| neutralny teren | 0         | 0        |

## Szczegóły
| 23 marca 2013 15:00 CET | Polska U-21 · Mariusz Stępiński 46', 52' · Bartłomiej Pawłowski 74' | 3:0(0:0) | Litwa U-21 | Siedlce, Stadion Miejski Widzów: 1 600 Sędzia: Krzysztof Jakubik (Polska) |
|                         |                                                                     |          |            |                                                                           |

Polska: Jakub Szumski - Wojciech Lisowski (60. Bartłomiej Pawłowski), Rafał Janicki, Marcin Kamiński, Mateusz Lewandowski (86. Daniel Dziwniel) - Bartosz Bereszyński, Dominik Furman (83. Julien Tadrowski), Rafał Wolski (69. Damian Dąbrowski), Piotr Zieliński, Paweł Wszołek (84. Bartosz Żurek) - Mariusz Stępiński (77. Kacper Przybyłko).

Litwa: Tomas Švedkauskas - Rytis Pilotas, Aurimas Vilkaitis, Vilmantas Bagdanavičius, Markas Beneta (59. Tomas Galdikas; 78. Rokas Gedminas) - Donatas Kazlauskas (90. Klaudijus Upstas), Tomas Snapkauskas (67. Edvinas Girdvanis), Dovydas Norvilas, Justas Vilavičius (46. Lukas Sendžikas), Arnas Ribokas - Ovidijus Verbickas.
| 26 marca 2013 14:00 CET | Polska U-21 · Paweł Wszołek 9' · Kacper Przybyłko 52' · Bartłomiej Pawłowski 31' · Piotr Zieliński 63' · Dominik Furman 25' · Julien Tadrowski 52' | 4:1(3:1) | Łotwa U-21 · 17 ' Roberts Savaļnieks · 25' Valērijs Šabala | Legionowo, Stadion im. ks. płk. Jana Mrugacza Widzów: 500 Sędzia: Mariusz Korzeb (Polska) |
|                         | |          |                                                            |                                                                                           |

Polska: Michał Szromnik - Bartosz Bereszyński (75. Wojciech Lisowski), Julien Tadrowski, Marcin Kamiński, Daniel Dziwniel (78. Bartosz Żurek) - Bartłomiej Pawłowski (58. Mateusz Lewandowski), Dominik Furman, Damian Dąbrowski, Piotr Zieliński (80. Rafał Janicki), Paweł Wszołek (67. Rafał Wolski) - Kacper Przybyłko (65. Mariusz Stępiński).

Łotwa: Dmitrijs Grigorjevs - Dmitrijs Hmizs (81. Bogdans Petruks), Vitālijs Jagodinskis, Reinis Flaksis, Vitālijs Barinovs, Edgars Vardanjans (62. Vladimirs Mukins), Vjačeslavs Isajevs, Roberts Savaļnieks (58. Mārtiņš Milašēvičs), Valērijs Šabala, Edgars Jermolajevs (46. Gļebs Kļuškins), Deniss Rakels.
| 6 czerwca 2013 20:45 CEST | Polska U-21 · Arkadiusz Milik 85' · Michał Chrapek 90' | 2:0(0:0) | Malta U-21 | Kraków, Stadion Cracovii im. Józefa Piłsudskiego Widzów: 3 800 Sędzia: Alexander Harkam (Austria) |
|                           |                                                        |          |            |                                                                                                   |

Polska: Jakub Szumski - Julien Tadrowski (46. Michał Żyro), Rafał Janicki, Marcin Kamiński, Adam Pazio - Mateusz Lewandowski, Dominik Furman, Damian Dąbrowski (76. Kacper Przybyłko), Rafał Wolski (64. Michał Chrapek), Bartłomiej Pawłowski - Arkadiusz Milik.

Litwa: Jurgen Borg - Christian Grech, Zach Muscat, Louis John Cutajar, Sacha Borg - Stephen Pisani (70. Lydon Micallef), Bjørn Kristensen, Clyde Borg (88. Brooke Farrugia), Ryan Scicluna, Ryan Camenzuli (82. Jurgen Pisani) - Jean Paul Farrugia.
| 10 czerwca 2013 20:45 CEST | Norwegia U-21 · Mushaga Bakenga 54' (k), 57', 62', 74' (k) | 4:2(0:2) | Polska U-21 · 6' Arkadiusz Milik · 13' Michał Żyro | Fredrikstad |
|                            |                                                            |          |                                                    |             |

Norwegia: Aslak Falch - Eirik Skaasheim (46. Christian Landu Landu), Henrik Gjesdal (70. Marius Lode), Emil Jonassen, Magnar Ødegård, Gustav Wikheim (88. Jon-Helge Tveita), Daniel Berntsen (88. Fredrik Oldrup Jensen), Jonas Svensson, Etzaz Hussain (46. Elbasan Rashani), Fredrik Midtsjø, Mushaga Bakenga (81. Fredrik Gulbrandsen).

Polska: Jakub Szumski - Rafał Janicki, Mateusz Cichocki, Marcin Kamiński, Daniel Dziwniel (80. Patryk Mikita) - Bartłomiej Pawłowski (46. Mateusz Lewandowski), Dominik Furman, Mateusz Kupczak (55. Kacper Przybyłko), Michał Chrapek (80. Rafał Wolski), Michał Żyro - Arkadiusz Milik.
| 13 sierpnia 2013 20:45 CEST | Polska U-21 · Bartłomiej Pawłowski 8' · Arkadiusz Milik 24', 31' · Julien Tadrowski 90' | 3:1(3:0) | Turcja U-21 · 55' Bertul Kocabaş · 90' Engin Bekdemir | Warszawa, Stadion Wojska Polskiego Widzów: 3 756 Sędzia: Danilo Grujić (Serbia) |
|                             |                                                                                         |          |                                                       |                                                                                 |

Polska: Jakub Szumski - Adam Pazio, Rafał Janicki, Marcin Kamiński, Mateusz Lewandowski (68. Julien Tadrowski) - Paweł Wszołek, Michał Chrapek (81. Kacper Przybyłko), Dominik Furman, Bartłomiej Pawłowski, Michał Żyro (74. Damian Dąbrowski) - Arkadiusz Milik.

Turcja: Ömer Kahveci - Kamil Ahmet Çörekçi, Alim Öztürk, Sezer Özmen (77. Salih Uçan), Nurettin Kayaoğlu (46. Oğuzhan Berber) - Emrah Başsan, Okay Yokuşlu, Hakan Çalhanoğlu, Oğuzhan Özyakup, Engin Bekdemir (65. Yusuf Erdoğan) - Bertul Kocabaş.